# Eurodeputado
Eurodeputado ou  deputado do Parlamento Europeu é o homólogo a nível da União Europeia do deputado da Assembleia da República portuguesa. Quando o parlamento foi formado cada estado membro nomeava as suas delegações nacionais. Desde 1979, os membros do Parlamento Europeu começaram a ser eleitos por sufrágio directo, universal e secreto.

## Ligações Externas
- Sítio Oficial do Parlamento Europeu
- O que faz um bom eurodeputado?
- Sítio Oficial das Eleições europeias 2009